# Пожешки Брђани
Пожешки Брђани су насељено место у општини Брестовац, у западној Славонији, Република Хрватска.

## Историја
До нове територијалне организације налазило се у саставу бивше велике општине Славонска Пожега.

## Становништво
Насеље је према попису становништва из 2011. године имало 66 становника.
| Националност       | 1991.       |
| Срби               | 61 (83,56%) |
| Хрвати             | 7 (9,58%)   |
| Југословени        | 1 (1,36%)   |
| остали и непознато | 4 (5,47%)   |
| Укупно             | 73          |